# بديو (كورنوال)
بديو (بالإنجليزية: Bodieve)‏ هي قرية تقع في المملكة المتحدة في كورنوال.